# Sibawayh
’Abū Bišr ‘Amrū bin ‘Uṯmān bin Qanbar al-Biṣrī (în arabă: أبو بشر عمرو بن عثمان بن قنبر البصري‎) (cca. 760-796) este un lingvist de origine persană din secolul al VIII-lea de numele căruia se leagă prima gramatică a limbii arabe. Este mai cunoscut după porecla de Sībawayh sau Sībawayhi (سيبويه), pronunția originală în limba persană fiind Sēbōe sau Sībūya (سيبويه) ceea ce s-ar traduce prin “parfum de măr” sau “măr mic”.

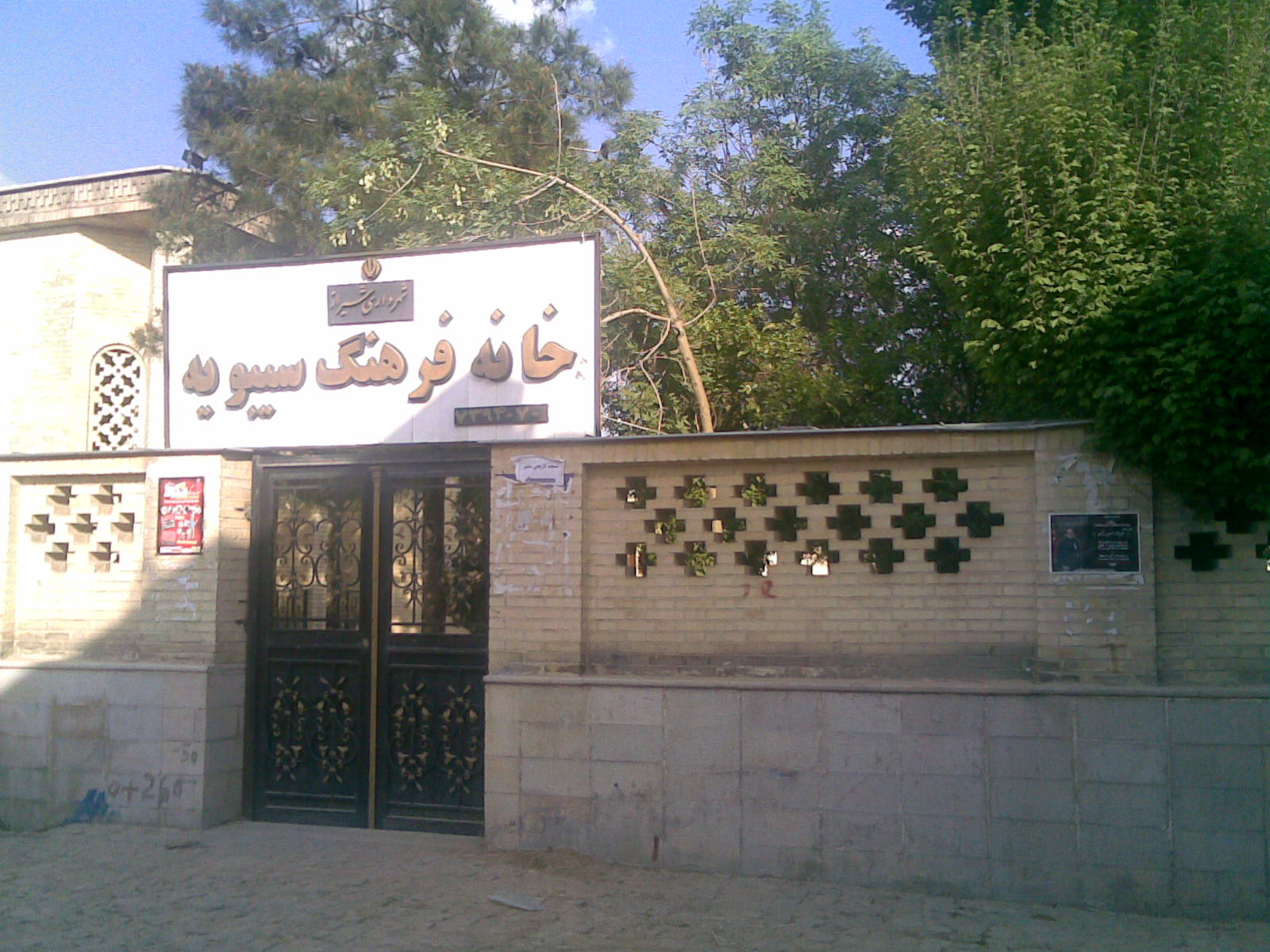
Intrarea în mormântul lui Sībawayhi de la Šīrāz (Iran).

## Viața

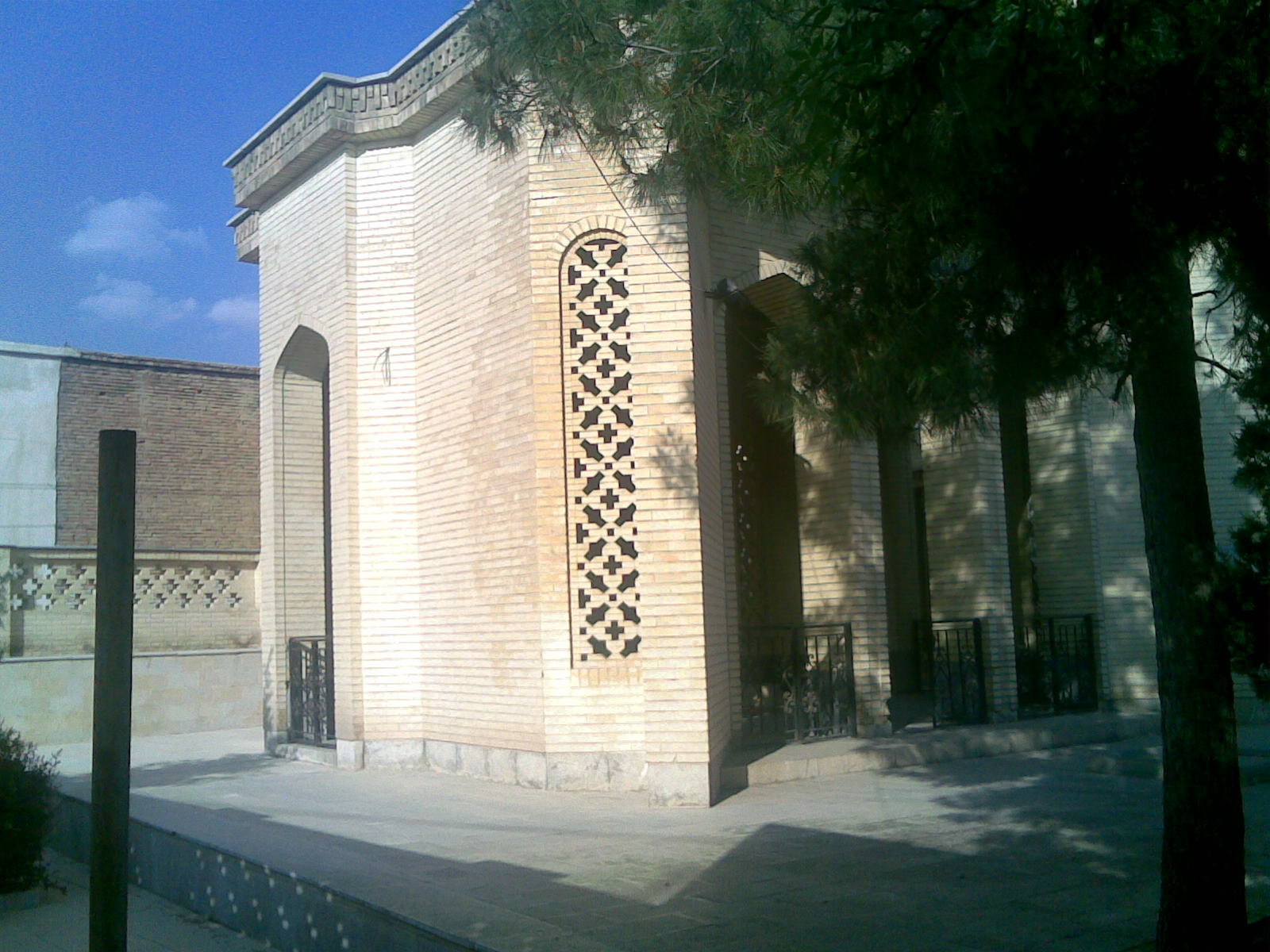
Mormântul lui Sībawayhi de la Šīrāz (Iran).

Sībawayhi s-a născut în localitatea Bayḍā’ din provincia Šīrāz aflată în nord-vestul Iranului. De aici, familia sa a migrat în Irak, la al-Baṣra, unde Sībawayhi a studiat ḥadīṯ și jurisprudența islamică (fiqh). A avut un număr de nouăsprezece profesori ale căror nume ni s-au transmis; printre aceștia s-au numărat celebrul filolog și lexicograf arab ‘Abd ar-Raḥmān al-Ḫalīl bin ’Aḥmad al-Farāhīdī (718-786) și Yūnus bin Ḥabīb (708-798), la rândul său un proeminent gramatician și filolog arab. În acest mediu Sībawayhi a dobândit o excelentă formație în domeniul lingvistic care îi va permite mai târziu să elaboreze prima gramatică a limbii arabe. Se spune că Sībawayhi a trecut de la studiul disciplinelor juridice la cercetarea gramaticii arabe după ce a făcut în public o greșeală de limbă, araba fiind a doua limbă pentru el care era etnic persan. Se pare de asemenea că Sībawayhi a murit de tânăr, în jurul vârstei de 32-40 de ani, probabil în Fārs.

## Opera
Sībawayhi a scris o singură lucrare, fără titlu, care este cunoscută îndeobște ca Kitāb Sībawayhi (Cartea lui Sībawayhi) sau pur și simplu al-Kitāb (Cartea), în care a expus pe rând normele generale ale analizei gramaticale, sintaxa, morfologia și fonetica limbii arabe. Lucrarea este structurată în 571 de capitole (dintre care 7 introductive) în care sunt analizate araba coranică, araba folosită de poeții preislamici și islamici, dar și araba unor vorbitori nativi provenind din triburile din Peninsula Arabă din regiunea Ḥiğāz în est până la Tamīm și al-Baṣra în vest, limba vorbită de aceștia fiind considerată acceptabilă de către Sībawayhi. Limba ideală pentru acesta este ceea ce el numește al-luġa al-‘arabiyya al-qadīma al-ğayyida, "araba veche bună". Al-Kitāb reflectă stadiul la care se aflau structura limbii arabe și studiile de lingvistică arabă așa cum se prezentau ele în vremea autorului. Se estimează că opera sa de peste 900 de pagini conține mai mult de 9000 de fraze, 1000 de versuri și 400 de versete coranice.
Obiectul de studiu este kalām, "vorbirea", noțiune care se referă la orice act de vorbire, inclusiv Coranul și poezia. Lucrarea începe prin a împărți cuvintele limbii arabe în trei categorii formale: ism (nume), fi‘l (verb) și ḥarf (particulă). Particulele sunt invariabile, dar ism și ḥarf au terminații variabile. Cuvintele sunt analizate în funcție de locul lor în vorbire (mawḍi‘ fi-l-kalām). Sībawayhi introduce conceptele de ’i‘irāb ("declinare, flexiune") și ‘āmil ("operator"). Sunt expuse toate schemele lexicale cunoscute pentru nume, verbe și particule, grupate după numărul de consoane radicale (minimum două, maximum cinci). De asemenea, este discutată în detaliu derivarea (ištiqāq). Secțiunea dedicată morfologiei arabe ocupă aproximativ jumătate din corpul lucrării, în vreme ce ultimile șapte capitole sunt consacrate foneticii și fonologiei.
Lui Sībawayhi ca și mentorului său al-Farāhīdī li se atribuie o multitudine de concepte, termeni tehnici și structura intelectuală specifice disciplinei lingvisticii arabe. Kitāb Sībawayhi continuă să influențeze până în zilele noastre gândirea lingvistică arabă. Importanța lui Sībawayhi pentru istoria gramaticii și lingvisticii arabe este atât de mare încât S.I. Sara a afirmat că el "este pentru gramatica arabă ceea ce Panini (c. 400 î.Hr.) este pentru gramatica sanscrită."  Mai mult, se spune că ’Abū Ḥayyān al-Ġarnāṭī (1256-1344), cel mai de seamă gramatician arab din prima jumătate a secolului al XIV-lea, a învățat pe de rost lucrarea lui Sībawayhi considerând că aceasta are în domeniul gramaticii arabe autoritatea pe care o are ḥadīṯ-ul în religia islamică.

## Proiectul Sībawayhi
În anul 1997, profesorul Michael G. Carter de la Departamentul de Studii Est-Europene și Orientale al Universității din Oslo, Norvegia, a inițiat "Proiectul Sībawayhi". Acesta se derulează și în prezent și are ca scop întocmirea unei ediții hipertext disponibilă pe internet a lucrării lui Sībawayhi în limba arabă, alături de traduceri în franceză și germană.

## Ediții ale operei lui Sībawayhi
Kitāb Sībawayhi s-a păstrat într-un număr de 78 de manuscrise, cel mai vechi fiind un fragment din anul 962, iar cea mai veche copie completă este datată 1192-1193.
- Le livre de Sibawayhi, ed. Hartwig Derenbourg, Paris, 1881-1889, reprinted Hildesheim, 1970.
- Kitāb Sībawayhi, ed. Kabir-Uddin Ahmed Khan Bahadur, Calcutta, 1887.
- Kitāb Sībawayhi, Būlāq, 1898-1900, reprinted Baġdād, 1965.
- Kitāb Sībawayhi, ed. ‘Abd al-Salām Muḥammad Hārūn, vol. 1-5, Cairo, 1968-1977, second edition 1977.
- Kitāb Sībawayhi, Beirut, 1967.
- Gustav Jahn, Sîbawaihi's Buch über die Grammatik, übersetzt und erklärt, Berlin, 1895-1900, reprinted Hildesheim, 1969.